# Carlos Torrent
Carlos Torrent Tarrés (Sarriá de Ter, 29 de agosto de 1974) es un deportista español que compitió en ciclismo en las modalidades de pista, especialista en las pruebas de persecución, y ruta.
Participó en los Juegos Olímpicos de Atenas 2004, obteniendo una medalla de bronce en la prueba de persecución por equipos (junto con Carlos Castaño, Sergi Escobar y Asier Maeztu).
Ganó una medalla de bronce en el Campeonato Mundial de Ciclismo en Pista de 2004.

## Medallero internacional
| Juegos Olímpicos   | Juegos Olímpicos      | Juegos Olímpicos  | Juegos Olímpicos        |
| Año                | Lugar                 | Medalla           | Competición             |
| ------------------ | --------------------- | ----------------- | ----------------------- |
| 2004               | Atenas (Grecia)       | Medalla de bronce | Persecución por equipos |
| Campeonato Mundial |                       |                   |                         |
| Año                | Lugar                 | Medalla           | Competición             |
| 2004               | Melbourne (Australia) | Medalla de bronce | Persecución por equipos |

## Palmarés

### Carretera
2000
- 1 etapa del Gran Premio CTT Correios de Portugal

2002
- Vuelta a la Rioja, más 1 etapa

2004
- 1 etapa del G. P. International MR Cortez-Mitsubishi

2005
- 1 etapa de la Vuelta a Castilla y León

2006
- G. P. Cristal Energie
- 1 etapa de la Vuelta a Burgos

2007
- 1 etapa de la Vuelta a León

### Pista
2004
- 3.º en el Campeonato del Mundo Persecución por equipos (haciendo equipo con Carlos Castaño, Sergi Escobar y Asier Maeztu)
- 3.º en el Campeonato Olímpico Persecución por equipos (haciendo equipo con Carlos Castaño, Sergi Escobar y Asier Maeztu)

2006
- Campeonato de España Puntuación
- Campeonato de España Persecución por Equipos (haciendo equipo con Sergi Escobar, Sebastián Franco y Antonio Miguel Parra)
- Campeonato de España Americana (haciendo pareja con Antonio Miguel)

2007
- Campeonato de España Persecución por Equipos (haciendo equipo con Sergi Escobar, Antonio Miguel Parra y Albert Ramiro)

2009
- Campeonato de España Persecución por Equipos (haciendo equipo con Sergi Escobar, Carlos Herrero y Antonio Miguel Parra)

## Resultados en Grandes Vueltas
| Carrera | Carrera         | 2000 | 2001  | 2002 | 2003 | 2004 | 2005 | 2006 | 2007 | 2008 | 2009 |
| ------- | --------------- | ---- | ----- | ---- | ---- | ---- | ---- | ---- | ---- | ---- | ---- |
|         | Giro de Italia  | —    | —     | —    | —    | —    | —    | —    | —    | —    | —    |
|         | Tour de Francia | —    | —     | —    | —    | —    | —    | —    | —    | —    | —    |
|         | Vuelta a España | —    | 117.º | 73.º | 41.º | Ab.  | —    | —    | —    | —    | —    |

―: No participa

Ab.: Abandono

## Equipos
- Costa de Almería (2000-2004)
  - Jazztel-Costa de Almería (2001-2002)
  - Paternina-Costa de Almería (2003)
  - Costa de Almería-Paternina (2004)
- Catalunya-Angel Mir (2005)
- Viña Magna-Cropu (2006-2007)
- Extremadura-Spiuk (2008)
- Andorra-Grandvalira (2009)